# Canalum
Canalum är en ort i Mexiko.   Den ligger i kommunen Comitán Municipality och delstaten Chiapas, i den sydöstra delen av landet, 800 km öster om huvudstaden Mexico City. Canalum ligger 1 568 meter över havet och antalet invånare är 185.
Terrängen runt Canalum är platt åt nordost, men åt sydväst är den kuperad. Runt Canalum är det ganska tätbefolkat, med 96 invånare per kvadratkilometer. Närmaste större samhälle är Las Margaritas, 14,8 km nordost om Canalum. I omgivningarna runt Canalum växer huvudsakligen savannskog.